# 미국의 민주주의

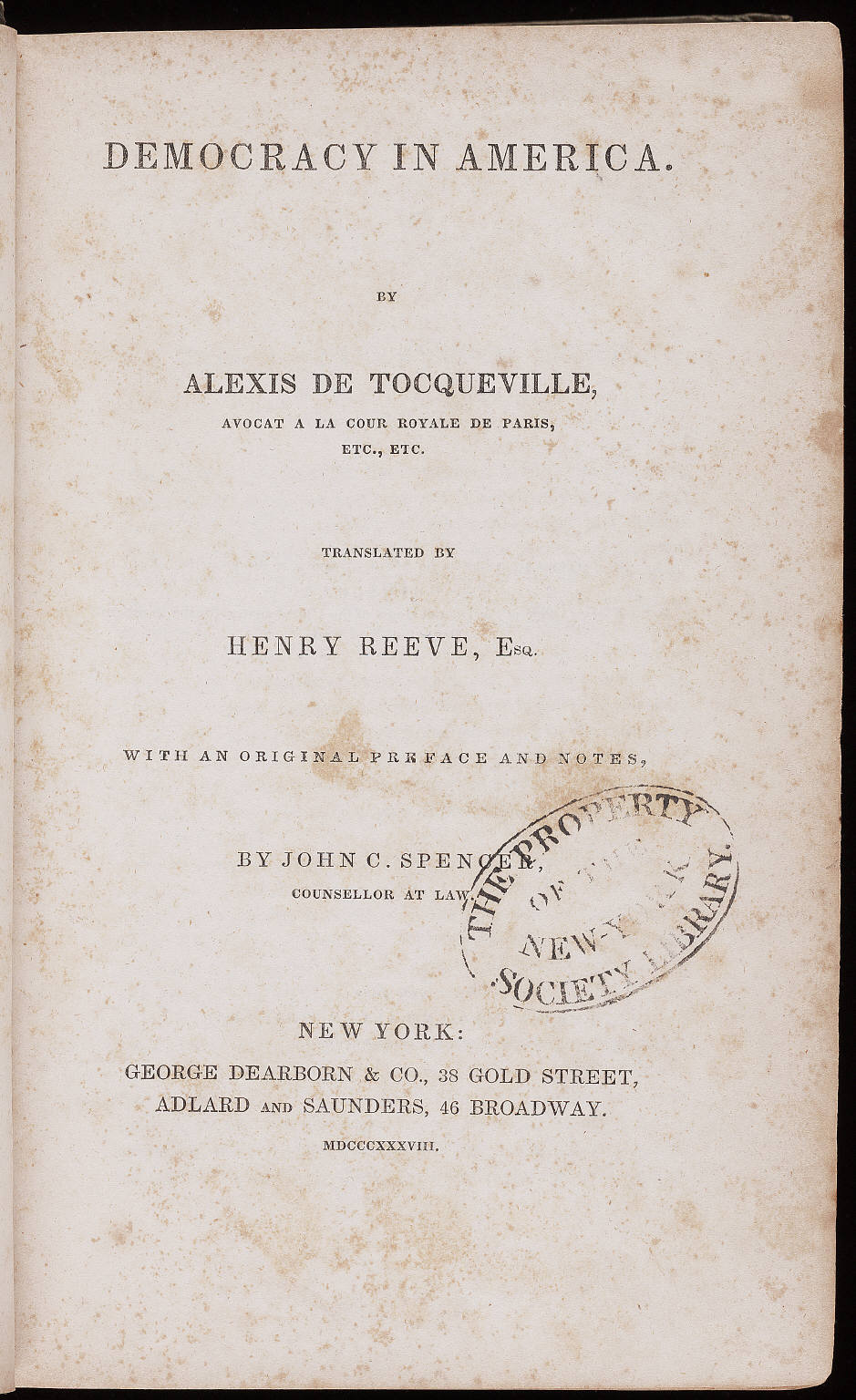
1838년 뉴욕 시에서 간행된 알렉시 드 토크빌의 '미국의 민주주의' 표지.

미국의 민주주의(프랑스어: De la démocratie en Amérique, 두 권으로 구성. 1권은 1835년, 2권은 1840년에 출간)는 알렉시 드 토크빌이 1830년대에 미국의 민주주의 제도와 그 장단점에 대해 쓴 저작이다. 책 이름을 직역하자면 미국의 민주주의에 대하여(Of Democracy in America)이지만, 보통 미국의 민주주의(Democracy in America)로 번역한다. 이 책은 미국의 민주주의 체제를 다룬 고전이며, 지금까지 중요한 연구 자료로 쓰인다. '미국의 민주주의'는 경제학과 경제사회학에서 중요한 글이다.
1831년 당시 25세였던 알렉시 드 토크빌은 구스타브 드 부몽과 함께 미국의 교도소 제도를 연구하기 위해 프랑스 정부에서 파견되었다. 이들은 그 해 5월에 뉴욕 시에 도착하여 아홉 달간 미국을 여행하며 교도소 뿐 아니라 경제나 정치 제도 등 미국 사회의 여러 측면에 대해 기록했다. 두 사람은 캐나다에도 잠시 들렀는데, 1831년 여름에 며칠동안 로어 캐나다(오늘날의 퀘벡)과 어퍼 캐나다(오늘날의 온타리오)를 방문했다.
토크빌과 부몽은 1832년 2월에 프랑스로 귀국하여 이듬해에 'Du système pénitentiaire aux États-Unis et de son application en France'란 제목의 보고서를 제출했다. 초판이 발행되었을 때 사회 불의에 관심이 있었던 부몽은 미국 노예의 상황과 도덕적인 사회의 인종 분리에 대해 묘사한 소설이자 사회 비판서인 'Marie, ou, L'esclavage aux Etats-Unis'(두 권. 1835년)을 썼다.

## 요약

### 초기청교도의 개척
토크빌은 미국역사 연구에서 청교도의 공헌에 대하여 설명을 한다.  그에게 있어서, 청교도는 미국이 민주적으로 평등을 국가적으로 실현하였고 중산층에 이르기까지 교육의 평등을 가져왔다.  또한 청교도는 미국에서 종교와 정치적 자유를 일치시키는 데 성공하였는 데, 이것은 유럽 특히 프랑스에서는 불가능했던 것이었다.  그는 청교도가 이 모든 일의 씨앗 역할을 하였다고 보았다. 

### 공화제 대의 민주주의
'미국의 민주주의'의 주요 초점은 다른 나라와 달리 왜 공화제 대의 민주주의가 유독 미국에서 성공했느냐에 관한 분석이다. 토크빌은 고국 프랑스에서 민주주의가 쇠퇴하고 있는 점에 대해 미국 민주주의의 기능적 측면을 적용하고자 한다.
토크빌은 민주주의에 '대한' 위협과 민주주의'의' 위험에 대해 논하면서 미국 민주주의의 미래를 전망한다. 토크빌은 민주주의가 다수의 폭정(tyranny of the Majority)을 일으킬 위험 뿐 아니라 '부드러운 전제 정치'(soft despotism)로 타락하는 경향이 있다고 본다. 그는 미국에서 종교가 강력한 역할을 수행하는 원인이 모든 파당이 인정하는 정교 분리에 있다고 관찰한다. 토크빌은 이 점을 민주주의와 종교간에 불건전한 대립이 벌어지고 있다고 본 프랑스의 상황과 대립시켜서 교회와 국가간의 관계를 맺고자 한다.
토크빌은 제2권에서 개인 및 민간 영역이라는 측면에서 시민 사회에 대해 설명하여 정치 사회에 대한 통찰력있는 분석을 내놓고 있다. 1840년에 출간한 제2권은 사회학 저서로 평가받으나, 공화주의의 영향을 강조한 부분도 있는데 정치적 자유와 개인주의에 대해 연구했으며 그의 사상에는 정치 및 시민 사회에서 인간의 위치와 같은 공화주의 논의의 요소를 담고 있기 때문이다. 그가 덕에 대해 분석한 부분은 공공 인본주의(civic humanism)와 연결될 수 있는 부분으로 나타난다.

## 의의
'미국의 민주주의'는 19세기에 수 차례 간행되었다. 출간 당시부터 이 책은 유럽과 미국에서 인기를 얻었으며, 프랑스 사람들에게도 큰 영향을 끼쳤다. 20세기에 들어 이 책은 정치학, 사회 과학, 역사 분야의 고전으로 자리잡는다. 미국 대학에서 정치학이나 사회 과학을 전공하는 학부생들이 보통 읽어야 하는 책이기도 하며, 옥스퍼드의 정치 이론 입문 과정에도 나온다.
토크빌의 저작은 후대에 실현된 여러 예언들을 내놓은 것으로 평가받는다. 토크빌은 노예 제도 폐지를 둘러싼 논란으로 말미암아 미국이 갈라질 지도 모른다고 정확하게 예측했다 (이 논쟁은 결국 미국 남북 전쟁으로 귀결된다). 그러나 그는 연방의 여러 지역이 독립을 선언할지도 모른다고 예측하기도 했다. 또 미국이 러시아와 더불어 서로 대립하는 초강대국이 될 것이라고 내다봤다 (결국 두 나라는 제2차 세계 대전 이후 그렇게 된다).
미국 민주주의는 여러 문제점도 보인다. 대중 여론의 독재, 다수의 폭정, 세속적 안위를 위한 확인, 정부를 타락시키고 정치가의 문학 능력을 최저 수준으로 떨어뜨리는 지식의 자유 부재가 그것이다.'미국의 민주주의'는 당파심 때문에 벌어질 폭력과 무지한 자들의 편견에 현명한 자들의 판단이 종속될 위험도 예측했다.

## 같이 보기
- 경제사회학